# Ernst vom Rath
Ernst Eduard vom Rath (3. června 1909 Frankfurt nad Mohanem – 9. listopadu 1938 Paříž) byl německý diplomat.

## Život
Ernst vom Rath se narodil ve Frankfurtu nad Mohanem v aristokratické rodině jako syn vysokého úředníka Gustava vom Ratha.
Navštěvoval školu v Breslau a později studoval práva v Bonnu, Mnichově a Königsbergu. Svá studia ukončil v roce 1932, téhož roku se stal členem NSDAP a začal pracovat jako kariérní diplomat. Od roku 1934 byl členem SA.
Od roku 1935, po působení v Bukurešti, pracoval na německém velvyslanectví v Paříži.
7. listopadu 1938 na něj spáchal atentát židovský mladík Herschel Grynszpan pěti střelami, které vom Rathovi poškodily slezinu, žaludek a slinivku. Adolf Hitler osobně vyslal dva své nejlepší lékaře, Karla Brandta a chirurga Georga Magnuse do Paříže, aby se pokusili vom Rathův život zachránit. Několik hodin před smrtí vom Ratha, který na vyslanectví působil jako mladší důstojník, povýšil Hitler do funkce Gesandtschaftsrat I. třídy. Ernst vom Rath zemřel na následky střelných poranění 9. listopadu v 17:30. Jeho smrt byla bezprostřední záminkou takzvané Křišťálové noci, která začala několik hodin po jeho smrti.
Vom Rathovi se 17. listopadu 1938 dostalo v Düsseldorfu státního pohřbu, kterého se účastnil Adolf Hitler a ministr zahraničí Joachim von Ribbentrop. Německo incident využilo a zveřejnilo, že Židé ve válce s Německem „vypálili první výstřel“; ve své smuteční řeči Ribbentrop prohlásil: „Rozumíme výzvě a my ji přijímáme“.
Americká novinářka Dorothy Thompsonová o události v rádiu NBC široce informovala a získala finanční prostředky na obhajobu Grynszpana ve procesu, který se ale nikdy nekonal.